# Therioaphis tenera
Therioaphis tenera är en insektsart. Therioaphis tenera ingår i släktet Therioaphis och familjen långrörsbladlöss.

## Underarter
Arten delas in i följande underarter:
- T. t. frutex
- T. t. tenera